# Bahnstrecke Haifa–Bet Sche’an
| |                      |                                                                    |                                                                    |
| Streckenlänge: | 60 km                |                                                                    |                                                                    |
| Spurweite: | 1435 mm (Normalspur) |                                                                    |                                                                    |
| |                      |                                                                    |                                                                    |
| \| \| \| \| \| \| \| \| ↓ Küstenbahn der Hauptlinie von Beʾer Scheva via Tel Aviv \| \| \| \| \| \| \| \| \| \| Haifa Bat Gallim \| \| \| \| \| von Haifa Hafen \| \| \| \| \| von Haifa Pier \| \| \| \| 1,5 \| Haifa Merkaz haSchmonah \| Haifa Merkaz haSchmonah \| \| \| \| \| \| \| \| 0,0 \| Haifa Mizrach (Ost) 1904–1990er heute Israelisches Eisenbahnmuseum \| Haifa Mizrach (Ost) 1904–1990er heute Israelisches Eisenbahnmuseum \| \| \| \| \| \| \| \| \| Kvisch (Golfroute) \| \| \| \| \| \| \| \| \| \| Gleis zur Ölmühle Schemen \| \| \| \| \| \| \| \| \| \| \| \| \| \| \| Anschluss Steinbruch \| \| \| \| \| \| \| \| \| \| Haifa Rangierbahnhof \| \| \| \| \| Anschluss Raffinerie und Kraftwerk \| \| \| \| \| Gescher Paz im Zuge des Rechov Cheletz \| \| \| \| \| ← Jesreʿeltalbahn nach Darʿā \| \| \| \| \| → Qischonhafen und Mispanot Israel \| \| \| \| \| → Küstenbahn der Hauptlinie nach Naharija \| \| \| \| \| → Akko-/HBT-Linie (1932/1941 bis 1948) \| \| \| \| \| ↔ Kvisch mit ← Karmeltunnel \| \| \| \| \| → Luftseilbahn haRakkavlit \| \| \| \| \| Haifa Merkazit haMifratz seit 2001 \| \| \| \| \| ← Kvisch \| \| \| \| \| \| \| \| \| \| → Hauptlinie nach Naharija → HBT-Linie nach Tripoli (1941–1948) \| \| \| \| \| \| \| \| \| \| Jesreʿeltalbahn von Haifa Mizrach \| \| \| \| \| Nescher \| \| \| \| \| Jesreʿeltalbahn nach Darʿā \| \| \| \| \| Jesreʿeltalbahn Haifa–Darʿā \| \| \| \| \| Kvisch \| \| \| \| \| Qischon \| \| \| \| \| Jesreʿeltalbahn von Haifa Mizrach \| \| \| \| \| Kvisch \| \| \| \| \| Joqneʿam-Kfar Jehoschuʿa \| \| \| \| \| Jesreʿeltalbahn nach Darʿā \| \| \| \| \| Jesreʿeltalbahn von Haifa Mizrach \| \| \| \| \| Migdal haʿEmeq-Kfar Baruch \| \| \| \| \| Jesreʿeltalbahn nach Darʿā \| \| \| \| \| Afula \| \| \| \| \| Jesreʿeltalbahn von Haifa Mizrach \| \| \| \| \| Ejn Charod \| \| \| \| \| Tel Josef \| \| \| \| \| Schatta 78,19 m unter NN \| \| \| \| \| HaSadeh \| \| \| \| 60,059,2 \| Beit Scheʾan 121,72 m unter NN \| Beit Scheʾan 121,72 m unter NN \| \| \| \| \| \| \| \| 61,5 \| Anschlussgleis Steinbruch des Public Works Department \| Anschlussgleis Steinbruch des Public Works Department \| \| \| \| \| \| \| \| \| \| \| \| \| \| Jesreʿeltalbahn nach Darʿā Übergang zur Hedschasbahn \| \| \| \| \| \| \| \| \| \| \| \| \| \| \| ↓ Ausbau nach Irbid seit 2002 geplant \| \| \| \| \| \| \| |                      |                                                                    |                                                                    |
| |                      |                                                                    |                                                                    |
| Strecke |                      | ↓ Küstenbahn der Hauptlinie von Beʾer Scheva via Tel Aviv          | ↓ Küstenbahn der Hauptlinie von Beʾer Scheva via Tel Aviv          |
| |                      |                                                                    |                                                                    |
| Bahnhof |                      | Haifa Bat Gallim                                                   | Haifa Bat Gallim                                                   |
| Abzweig geradeaus, nach links und von links |                      | von Haifa Hafen                                                    | von Haifa Hafen                                                    |
| Abzweig geradeaus und von links |                      | von Haifa Pier                                                     | von Haifa Pier                                                     |
| Bahnhof | 1,5                  | Haifa Merkaz haSchmonah                                            | Haifa Merkaz haSchmonah                                            |
| |                      |                                                                    |                                                                    |
| ehemaliger Bahnhof | 0,0                  | Haifa Mizrach (Ost) 1904–1990er heute Israelisches Eisenbahnmuseum | Haifa Mizrach (Ost) 1904–1990er heute Israelisches Eisenbahnmuseum |
| |                      |                                                                    |                                                                    |
| Strecke mit Straßenbrücke |                      | Kvisch (Golfroute)                                                 | Kvisch (Golfroute)                                                 |
| |                      |                                                                    |                                                                    |
| Abzweig geradeaus und ehemals nach links |                      | Gleis zur Ölmühle Schemen                                          | Gleis zur Ölmühle Schemen                                          |
| |                      |                                                                    |                                                                    |
| |                      |                                                                    |                                                                    |
| Abzweig geradeaus und ehemals nach rechts |                      | Anschluss Steinbruch                                               | Anschluss Steinbruch                                               |
| |                      |                                                                    |                                                                    |
| Dienststation / Betriebs- oder Güterbahnhof |                      | Haifa Rangierbahnhof                                               | Haifa Rangierbahnhof                                               |
| Abzweig geradeaus, nach links und von links |                      | Anschluss Raffinerie und Kraftwerk                                 | Anschluss Raffinerie und Kraftwerk                                 |
| Strecke mit Straßenbrücke |                      | Gescher Paz im Zuge des Rechov Cheletz                             | Gescher Paz im Zuge des Rechov Cheletz                             |
| Abzweig geradeaus und ehemals nach rechts |                      | ← Jesreʿeltalbahn nach Darʿā                                       | ← Jesreʿeltalbahn nach Darʿā                                       |
| Abzweig geradeaus und nach links |                      | → Qischonhafen und Mispanot Israel                                 | → Qischonhafen und Mispanot Israel                                 |
| Abzweig nach halblinks und nach halbrechts |                      | → Küstenbahn der Hauptlinie nach Naharija                          | → Küstenbahn der Hauptlinie nach Naharija                          |
| Strecke von halblinks · Strecke von halbrechts |                      | → Akko-/HBT-Linie (1932/1941 bis 1948)                             | → Akko-/HBT-Linie (1932/1941 bis 1948)                             |
| Strecke Anfang Hochstrecke · Strecke Anfang Hochstrecke |                      | ↔ Kvisch mit ← Karmeltunnel                                        | ↔ Kvisch mit ← Karmeltunnel                                        |
| Kreuzung · Strecke von rechts · Strecke Ende Hochstrecke |                      | → Luftseilbahn haRakkavlit                                         | → Luftseilbahn haRakkavlit                                         |
| Bahnhof · Kopfbahnhof Streckenende · Bahnhof |                      | Haifa Merkazit haMifratz seit 2001                                 | Haifa Merkazit haMifratz seit 2001                                 |
| Strecke |                      | ← Kvisch                                                           | ← Kvisch                                                           |
| |                      |                                                                    |                                                                    |
| Strecke · Strecke nach links |                      | → Hauptlinie nach Naharija → HBT-Linie nach Tripoli (1941–1948)    | → Hauptlinie nach Naharija → HBT-Linie nach Tripoli (1941–1948)    |
| |                      |                                                                    |                                                                    |
| Abzweig geradeaus und ehemals von rechts |                      | Jesreʿeltalbahn von Haifa Mizrach                                  | Jesreʿeltalbahn von Haifa Mizrach                                  |
| ehemaliger Bahnhof |                      | Nescher                                                            | Nescher                                                            |
| Abzweig geradeaus und ehemals nach rechts |                      | Jesreʿeltalbahn nach Darʿā                                         | Jesreʿeltalbahn nach Darʿā                                         |
| Kreuzung geradeaus oben (Querstrecke außer Betrieb) |                      | Jesreʿeltalbahn Haifa–Darʿā                                        | Jesreʿeltalbahn Haifa–Darʿā                                        |
| Strecke mit Straßenbrücke |                      | Kvisch                                                             | Kvisch                                                             |
| Brücke über Wasserlauf |                      | Qischon                                                            | Qischon                                                            |
| Abzweig geradeaus und ehemals von links |                      | Jesreʿeltalbahn von Haifa Mizrach                                  | Jesreʿeltalbahn von Haifa Mizrach                                  |
| Strecke mit Straßenbrücke |                      | Kvisch                                                             | Kvisch                                                             |
| Bahnhof |                      | Joqneʿam-Kfar Jehoschuʿa                                           | Joqneʿam-Kfar Jehoschuʿa                                           |
| Abzweig geradeaus und ehemals nach links |                      | Jesreʿeltalbahn nach Darʿā                                         | Jesreʿeltalbahn nach Darʿā                                         |
| Abzweig geradeaus und ehemals von links |                      | Jesreʿeltalbahn von Haifa Mizrach                                  | Jesreʿeltalbahn von Haifa Mizrach                                  |
| Bahnhof |                      | Migdal haʿEmeq-Kfar Baruch                                         | Migdal haʿEmeq-Kfar Baruch                                         |
| Abzweig geradeaus und ehemals nach rechts |                      | Jesreʿeltalbahn nach Darʿā                                         | Jesreʿeltalbahn nach Darʿā                                         |
| Bahnhof |                      | Afula                                                              | Afula                                                              |
| Abzweig geradeaus und ehemals von rechts |                      | Jesreʿeltalbahn von Haifa Mizrach                                  | Jesreʿeltalbahn von Haifa Mizrach                                  |
| ehemaliger Dienststation / Betriebs- oder Güterbahnhof |                      | Ejn Charod                                                         | Ejn Charod                                                         |
| ehemaliger Haltepunkt / Haltestelle |                      | Tel Josef                                                          | Tel Josef                                                          |
| ehemaliger Bahnhof |                      | Schatta 78,19 m unter NN                                           | Schatta 78,19 m unter NN                                           |
| ehemaliger Haltepunkt / Haltestelle |                      | HaSadeh                                                            | HaSadeh                                                            |
| Kopfbahnhof Strecke ab hier außer Betrieb | 60,059,2             | Beit Scheʾan 121,72 m unter NN                                     | Beit Scheʾan 121,72 m unter NN                                     |
| |                      |                                                                    |                                                                    |
| Abzweig geradeaus und nach rechts (Strecke außer Betrieb) | 61,5                 | Anschlussgleis Steinbruch des Public Works Department              | Anschlussgleis Steinbruch des Public Works Department              |
| |                      |                                                                    |                                                                    |
| |                      |                                                                    |                                                                    |
| Abzweig geradeaus und nach links (Strecke außer Betrieb) |                      | Jesreʿeltalbahn nach Darʿā Übergang zur Hedschasbahn               | Jesreʿeltalbahn nach Darʿā Übergang zur Hedschasbahn               |
| |                      |                                                                    |                                                                    |
| |                      |                                                                    |                                                                    |
| Strecke (außer Betrieb) |                      | ↓ Ausbau nach Irbid seit 2002 geplant                              | ↓ Ausbau nach Irbid seit 2002 geplant                              |
| |                      |                                                                    |                                                                    |

Die Bahnstrecke Haifa–Beit Scheʾan oder Neue Jesreʿeltalbahn (hebräisch רַכֶּבֶת עֵמֶק יִזְרְעֶאל Rakkevet ʿEmeq Jizreʿʾel, deutsch ‚Jesreʿeltalbahn‘, oder kurz רַכֶּבֶת הָעֵמֶק Rakkevet ha-ʿEmeq, deutsch ‚Bahn des Tals‘, englisch New Jezreʾel Valley Line) ist eine Eisenbahnstrecke der Rakkevet Israel (RI), die Haifa die Ebene Jesreʾel der Länge nach passierend mit Beit Scheʾan verbindet. Sie wurde 2016 neu eröffnet.

## Geschichte
Die Verbindung entspricht dem westlichen Abschnitt der ehemaligen Jesreʿeltalbahn Haifa–Darʿā, eine Nebenstrecke der schmalspurigen Hedschasbahn, der 1951 stillgelegt wurde. Seit den 1990er Jahren gab es immer wieder Vorstöße, die Jesreʿelebene mit einer Eisenbahn zu erschließen. Zum einen ist dies eines der ertragreichsten landwirtschaftlichen Gebiete Israels, zum anderen ist der Straßenverkehr im Großraum Haifa, insbesondere durch Pendler, stark überlastet.
Im Jahre 2011 war die Planung der MaʿAZ für die Neubaustrecke soweit gediehen, dass deren Bau ausgeschrieben werden konnte. Die Bauarbeiten begannen 2012, wurden 2016 abgeschlossen, und Testfahrten fanden im Juli 2016 statt. Am 29. August 2016 wurde die Strecke vom israelischen Verkehrsminister, Israel Katz, eingeweiht. Die Baukosten betrugen etwas über $ 1 Mrd.
Eine Verlängerung der Strecke bis zur Jordanbrücke und weiter nach Jordanien ist angedacht.

## Technische Parameter
Die 60 km lange Strecke ist eingleisig und in Normalspur errichtet. Die Ingenieurbauten wurden so ausgelegt, dass die Strecke zweigleisig ausgebaut und elektrifiziert werden kann. Die Strecke ist noch nicht elektrifiziert, bislang reicht der elektrische Betrieb im Netz der RI  im Norden bis Binjaminah. Die Elektrifikation soll zunächst die Hauptstrecken umfassen, sich dann auch auf kleinere Strecken wie die Neue Jesreʿeltalbahn erstrecken. Die Strecke weist drei Tunnel mit einer Gesamtlänge von 1 km und 26 Brücken mit einer Gesamtlänge von 5,5 km auf. In einigen Abschnitten nutzt die Neubaustrecke die historische Trasse der alten Jesreʿeltalbahn. Auf den Erhalt der unter Denkmalschutz stehenden, erhaltenen Gebäude der historischen Bahnstrecke wurde großer Wert gelegt.
Neben dem Ausgangspunkt Haifa gibt es vier weitere Bahnhöfe. Zwei zusätzliche Bahnhöfe sollen im unmittelbaren Umfeld von Haifa noch nachträglich errichtet werden. Nach dem ersten Betriebsjahr rechnet die RI mit 10.000 Reisenden pro Tag auf der Strecke.

## Betrieb
Der planmäßige Betrieb wurde nach der Eröffnung am 16. Oktober 2016 aufgenommen. Am 8. November 2016 fand dann eine nachträgliche „offizielle“ Eröffnung mit der politischen Prominenz statt, darunter auch Premierminister Benjamin Netanjahu. Alle Fahrgäste, die in den Bahnhöfen der Strecke einstiegen, fuhren bis zum 4. November 2016 auf der Strecke umsonst. Züge sollen auch über Haifa hinaus bis Tel Aviv durchgebunden werden. An den vier Bahnhöfen der Strecke werden 38 Buslinien des Öffentlichen Personennahverkehrs mit den Zügen verknüpft.

## Übersicht
Die Purpurne Linie der RI bedient die Halte der Neuen Jesreʿelbahn. 
| Linie / Endstationen         | Verlauf |
| ---------------------------- | --- |
| Purpurne Linie (8) der RI:   | Strecken (Hauptlinie, Neue Jesreʿelbahn) und Halte |
| ʿAtlit–Beit Scheʾan: 9 Halte | ʿAtlit • Haifa – Chof haKarmel • Haifa – Bat Gallim • Haifa – Merkaz haSchmonah • Haifa – Merkasit haMifratz • Joqneʿam–Kfar Jehoschuʿa • Migdal haʿEmeq–Kfar Baruch • ʿAfulah • Beit Scheʾan |